# André Antoine
André Antoine (Leuven, 3 februari 1960) is een Belgisch politicus voor het cdH, sinds maart 2022 Les Engagés genaamd.

## Levensloop
André Antoine promoveerde in 1983 tot licentiaat in de rechten aan de Université Catholique de Louvain en behaalde in 1984 een diploma in hogere Europese studies. Hij was van 1983 tot 1984 kabinetsmedewerker bij minister van Wetenschapsbeleid Philippe Maystadt, werkte als animator van een uitzending op Radio Coquelicot, en was van 1984 tot 1985 attaché bij PSC-voorzitter Gérard Deprez.
In oktober 1985 werd André Antoine op zijn 25ste voor de PSC verkozen tot lid van de Kamer van volksvertegenwoordigers voor het arrondissement Nijvel, een ambt dat hij behield tot aan de verkiezingen van 1991. Bij de verkiezingen van 1987 was hij eerste opvolger, maar hij kon onmiddellijk weer zitting nemen doordat Europees Parlementslid Gérard Deprez aan zijn mandaat in de Kamer verzaakte. Antoine legde zich er toe op onderwerpen als de institutionele hervorming, de depenalisering van abortus en de financiering van het onderwijs. Door het toen bestaande dubbelmandaat zetelde hij van 1985 tot 1991 tevens in de Waalse Gewestraad en de Raad van de Franse Gemeenschap. In de Waalse Gewestraad hield hij zich met name bezig met ruimtelijke ordening en milieu. In de Raad van de Franse Gemeenschap concentreerde hij voornamelijk op onderwijsdossiers en van 1988 tot 1991 was hij er fractievoorzitter voor zijn partij.
Bij de verkiezingen van november 1991 raakte André Antoine niet herkozen als parlementslid, maar werd hij wel verkozen tot provincieraadslid van Brabant, wat hij bleef tot aan de splitsing van de provincie in 1994. Daarna was hij van 1994 tot 1995 provincieraadslid voor de nieuwe provincie Waals-Brabant. Van 1992 tot 1995 was Antoine eveneens kabinetschef van Michel Lebrun, minister van Hoger Onderwijs in de Franse Gemeenschapsregering.
In mei 1995 werd Antoine lid van het eerste rechtstreeks verkozen Waals Parlement en het Parlement van de Franse Gemeenschap. Van 1995 tot 1999 was hij in deze laatste assemblee voorzitter van de PSC-fractie en in die functie kruiste hij geregeld de degens met de socialistische coalitiepartners, met name inzake de hervorming van het hoger onderwijs, de financiering van schoolgebouwen en de autonomie van universiteit. Daarnaast was hij in het Parlement van de Franse Gemeenschap van 1995 tot 1999 vicevoorzitter van de commissie Hoger Onderwijs en Wetenschappelijk Onderzoek en van 1999 tot 2004 vicevoorzitter van de commissie Financiën, Begroting en Algemene Zaken. Na de verkiezingen van 1999 was Antoine van 1999 tot 2004 voorzitter van de  PSC- en daarna de cdH-fractie in het Waals Parlement, waardoor hij de facto de leider van de oppositie was tegen de paars-groene regeringen onder leiding van Elio Di Rupo en Jean-Claude Van Cauwenberghe. Na de verkiezingen van 2004 was Antoine tijdelijk secretaris in het Waals Parlement. Vanaf 1999 was hij tevens vicevoorzitter van de PSC, dat in 2002 herdoopt werd tot cdH.
Na de verkiezingen van juni 2004 werd hij Antoine viceminister-president in de Waalse regering, een functie die hij tien jaar lang bekleedde. Van 2004 tot 2009 was hij in deze regering minister van Huisvesting, Transport en Territoriale Ontwikkeling en van 2009 tot 2014 minister van Financiën, Begroting, Werk, Vorming en Sport, ook bevoegd voor vliegvelden. Als minister van de Franse Gemeenschap was hij in dezelfde periode bevoegd voor Begroting, Financiën en Sport. Na het ontslag van Waals minister-president Jean-Claude Van Cauwenberghe was Antoine in 2005 bovendien ad interim minister-president van het Waals Gewest. Als Waals minister droeg hij aanzienlijk bij aan de realisatie van de Waalse Marshallplannen die de noodlijdende Waalse economie dienden te laten heropleven. 
Na het aflopen van zijn ministeriële functies in 2014 nam Antoine zijn mandaten in het Waals Parlement en het Parlement van de Franse Gemeenschap opnieuw op en van 2014 tot 2019 was hij voorzitter van het Waals Parlement. Daarna was hij van 2019 tot 2024 parlementslid in de oppositie. Hij was toen in het Waals Parlement lid van de commissie voor Europese aangelegenheden en legde hij toe op het handelsakkoord Mercosur, alsook op de staat van de financiën van het Waals Gewest en de Franse Gemeenschap. In het Parlement van de Franse Gemeenschap zetelde hij van 2019 tot 2024 in de commissie Begroting, Openbaar Ambt, Gelijke Kansen en Schoolgebouwen. Eerder was hij in deze assemblee van 2014 tot 2015 voorzitter van de commissie Hoger Onderwijs, Onderzoek en Media.
Vanaf juli 2019 zetelde André Antoine eveneens als deelstaatsenator in de Senaat en werd er fractievoorzitter voor het cdH, dat in 2022 herdoopt werd tot Les Engagés. Bij de regionale verkiezingen van juni 2024 was André Antoine geen kandidaat meer voor een hernieuwing van zijn parlementaire mandaten en verliet hij na bijna veertig jaar de nationale politiek.
Op lokaal gebied zette André Antoine zijn eerste politieke stappen als gemeenteraadslid van Ramillies, een functie die hij bekleedde van 1989 tot 1993. In dat laatste jaar verhuisde hij naar Perwijs, waar hij sinds 1995 gemeenteraadslid is. Van 2001 tot 2018 was André Antoine burgemeester van de gemeente, een functie die hij vanaf 2004 vanwege zijn functies als minister en parlementsvoorzitter titelvoerend uitoefende. Na de gemeenteraadsverkiezingen van 2018 belandde hij in de oppositie van Perwijs. 

## Ereteken
- 2019: Grootofficier in de Leopoldsorde[2]

## Publicatie
- Narcisse ou Prométhée, Credo pour la Wallonie, 1999